# Parnes (Oise)
Parnes település Franciaországban, Oise megyében. Lakosainak száma 318 fő (2022. január 1.). Parnes Boury-en-Vexin, Montjavoult, Vaudancourt, Buhy, La Chapelle-en-Vexin, Saint-Clair-sur-Epte és Saint-Gervais községekkel határos.

## Népesség
A település népességének változása:
| Lakosok száma | 349  | 350  | 357  | 341  | 336  | 332  | 327  | 322  | 318  |
|               | 2013 | 2015 | 2016 | 2017 | 2018 | 2019 | 2020 | 2021 | 2022 |